# Зубарев, Алексей Николаевич
Алексе́й Никола́евич Зу́барев  (род. 12 марта 2001, Школа тракторных бригадиров, Республика Мордовия) — российский биатлонист, призёр чемпионата России. Мастер спорта России (2020).

## Биография
Родился и вырос в посёлке Школа тракторных бригадиров, что в Зубово-Полянском районе Мордовии. Тренировался у Владимира Петровича Безина и Романа Валерьевича Бочкарёва.
Окончил Мордовский государственный педагогический институт имени М. Е. Евсевьева по специальности «тренер».
До 2022 года на внутрироссийских соревнованиях выступал за родную Мордовию, сейчас представляет Московскую область. 

### Спортивная карьера
Неоднократно становился победителем и призёром всероссийских соревнований по биатлону среди юниоров.
На международных соревнованиях дебютировал в 2020 году на юношеском чемпионате мира в швейцарском Ленцерхайде, где в составе сборной России занял третье место в эстафете.
Сезон 2021/22 провёл на этапах юниорского Кубка IBU, в том числе на чемпионате Европы среди юниоров, но остался без наград. В феврале на юниорском чемпионате мира в американском Солджер Холлоу стал 4-м в индивидуальной гонке, уступив 0,6 секунды третьей позиции, в спринте финишировал 16-м, а в гонке преследования — 9-м.
В сезоне 2024/25 завоевал свои первые награды на взрослом уровне: в ноябре на первом этапе Кубка России в Ханты-Мансийске стал вторым в одиночной смешанной эстафете, затем там же в марте на чемпионате России выиграл бронзу в эстафете.

## Результаты

### Юниорские и молодёжные достижения
| Год  | Место проведения  | Возраст | Инд | Спр | Пр | Эст |
| ---- | ----------------- | ------- | --- | --- | -- | --- |
| 2020 | ЧМ Ленцерхайде    | U19     | 13  | 12  | 20 | 3   |
| 2022 | ЧЕ Поклюка        | U22     | 25  | 39  | 19 | —   |
| 2022 | ЧМ Солджер Холлоу | U22     | 4   | 16  | 9  | —   |